# メキシコカワガメ
メキシコカワガメ（学名：Dermatemys mawii）は、爬虫綱カメ目メキシコカワガメ科メキシコカワガメ属に分類されるカメ。現生種では本種のみでメキシコカワガメ科メキシコカワガメ属を構成する（単型）。別名カワガメ、チュウベイカワガメ。

## 分布
グアテマラ、ベリーズ、メキシコ南東部（カンペチェ州南部、キンタナ・ロー州南部、タバスコ州、チアパス州北部、ベラクルス州中南部）。ホンジュラス北東部に分布するとする説もあるが、確実な記録はない。
模式標本の産地（模式産地）は南アメリカとされていたが、実際にはベラクルス州（メキシコ）と判明している。和名はメキシコが模式産地かつ分布することに由来する。

## 形態
最大甲長65センチメートル。背甲は扁平で、上から見ると円形に近い楕円形。骨甲板は分厚く、成体では骨甲板同士が癒合し癒合線消失する。角質甲板は薄く老齢個体では甲板の継ぎ目（シーム）が不明瞭になる。属名Dermatemyは「皮のカメ」の意で、角質甲板が薄く皮革状になることに由来する。背甲の色彩は黄褐色や灰褐色、暗灰色一色。
背甲と腹甲の継ぎ目（橋）には腋下甲板、鼠蹊甲板も含めて左右に3-6枚ずつ（多くの個体は4-5枚ずつ）下縁甲板がある。下縁甲板は現生種では本種とオオアタマガメ科及びウミガメ科の構成種のみにある。腹甲は大型で幅広い。腹甲の枚数は12枚だが、左右の喉甲板が癒合し11枚になる個体もいる。橋や腹甲の色彩は淡黄色一色だが、シームは暗色になる個体が多く甲板の一部が暗色になる個体もいる。
頭部は小型。吻端は長く突出し、やや反り上がる。四肢は細く、前面は膜状の大型鱗で覆われる。指趾の間には水掻きが発達する。頭部や頸部背面の色彩は淡黄色や赤褐色で、側頭部の色彩は灰色や黄褐色で不鮮明な虫食い状の暗色斑が入る個体もいる。
卵は長径5.4-7.2センチメートル、短径3.2-5センチメートル。幼体の背甲はドーム状に盛りあがり、上から見ると細長い楕円形。椎甲板に筋状の盛りあがり（キール）があり、後部縁甲板は鋸状に尖る。成長に伴いキールや縁甲板の突起は消失する。幼体は眼後部に黄色い筋模様が入る個体が多い。

## 分類
メキシコカワガメ科はドロガメ科に近縁で単系統群を形成すると考えられている。スッポン科の化石種との外部形態の類似、内部形態から本科とドロガメ科をスッポン上科に含める説もあった。核型やミトコンドリアDNAの分子系統学的解析からスッポン上科とは近縁でないという解析結果が得られたため、本科とドロガメ科のみでドロガメ上科を構成する説が有力。
メキシコカワガメ科の現生種は1種のみだが、白亜紀の地層から本科の化石種が発見されている。
種小名mawiiは本種の模式標本を大英博物館へ寄贈したイギリス海軍の大尉Maweへの献名。

## 生態
水生植物の繁茂する大型河川、湖沼、湿原などに生息するが、河口や汽水域に生息することもある。成体は流れがある溶存酸素の多い環境を好むが、幼体は水中の沈木や堆積物などの隠れ家がある環境を好む。完全水棲種で、産卵以外で上陸することはまれ。薄明薄暮性もしくは夜行性。陸上では上手く動くことができず、日光浴も水面に浮かびながら行う。水底を徘徊することもあるが、主に四肢を交互に動かして水中を遊泳する。遊泳速度や潜水速度は速く、水深10メートル以上に潜ることもある。深い水中でも鼻孔から水の出し入れを行い同時に口内や喉の粘膜を使ってガス交換も行うため、息継ぎをしなくても水中で長時間の活動をすることができる。
食性はほぼ植物食で、水生植物（主にコゴメスズメノヒエ）、果実、水没した陸生植物などを食べる。
繁殖形態は卵生。少なくともベリーズやメキシコでは雨季の終わりから乾季の始まりにかけての期間に繁殖する。増水時に小規模な水場へ移動し、その周辺で卵を産む。これにより陸伝いに水場を移動することなく、雨期に水没しない場所に卵を産むことができる。1回に2-20個の卵を年に2-4回に分けて産む。浅い穴を掘ったり、地面や窪みに直接卵を産みその上に腐植質をかぶせる。浅い水中に卵を産むこともあり発生初期の卵は水没しても発生が一時的に休止するだけで、乾季になって水が引くと再び発生を開始することがある。卵は野生下では217-300日、飼育下では115-223日で孵化した例があるが、孵化期間が幅広いのは発生が遅延あるいは一時的に休止したり、発生後の幼体が周囲が孵化に適した環境になるまで卵の中で待機しているためだと考えられている。発生時の温度によって雌雄が決定（温度依存性決定）し、25-26℃ではオス、28℃以上ではメスが多く産まれる。

## 人間との関係
卵も含めて食用とされる。釣り、巻き網、籠状や漏斗状の罠を使って捕えられる。産卵の際に小規模な水場へ移動する生態から、小規模な水場に集まったメスが大量に捕獲されることもある。
食用の乱獲などにより生息数は激減している。1981年にワシントン条約附属書IIに掲載された。グアテマラでは1998年に保護の対象に、ベリーズでは1993年に法的に採集が規制された。メキシコでは1927年に甲長40センチメートル以上の個体の採集禁止、禁漁区の設置、産卵期の前半が禁漁期（後に卵の採集が禁止）とされ、1994年に商業用の採集が禁止されている。
ペットとして飼育されることもあり、日本にも輸入されている。飼育下繁殖された幼体が流通することもあるが、流通はまれ。大型種のうえに遊泳性が強いため、大型のケージが用意できない限り一般家庭での飼育には向かない。アクアリウムで飼育される。飼育下では人工飼料にも餌付くが動物質を多く与えると甲羅が変形することがあるため、植物質の餌を多く与えるようにする。